# 西部方面隊
西部方面隊（せいぶほうめんたい、英語：JGSDF Western Army）は、陸上自衛隊の方面隊の一つである。防衛大臣直轄（有事の際は陸上総隊直轄）にあり、九州および沖縄の防衛警備や災害派遣等を担任する。方面総監部は陸上自衛隊健軍駐屯地（熊本県熊本市）に置かれている。

## 概要

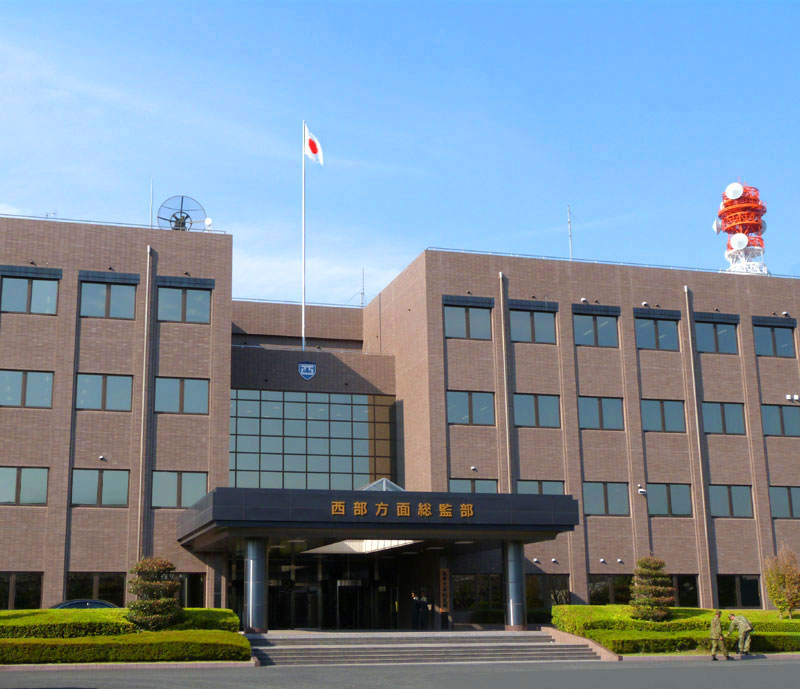
西部方面総監部庁舎

方面総監は陸将が充てられ、2個師団および1個旅団を基幹兵力としており、管内には27個の駐屯地、8個の分屯地、8個の自衛隊地方協力本部が配置されている。

## 沿革
- 1955年（昭和30年）12月1日：西部方面総監部・同付中隊、第8混成団本部、西部方面会計隊本部新編[1]、総監部編成完結式・創隊式（福岡駐屯地）挙行[1]。
- 1956年（昭和31年）
  - 1月16日：第3特科群（前川原駐屯地）を第4管区隊隷下から西部方面隊直轄として編合。
  - 1月20日：西部方面総監部が健軍駐屯地に移駐開始（2月10日完了）[1]。
  - 1月25日：西部方面警務隊（健軍駐屯地）、西部方面航空隊（小月駐屯地）、第102方面通信大隊等新編[1]。
  - 1月26日：西部方面隊創隊、隷下部隊に対し指揮権発動[1]。北部方面隊に次ぐ2番目の方面隊。警備区域は九州および山口県[2]。

※編成（総監部・同付中隊、第4管区隊、第8混成団、第3特科群、西部方面航空隊、西部方面警務隊、西部方面会計隊、第102方面通信大隊等）
- 1957年（昭和32年）
  - 7月14日：西部方面総監部新庁舎落成[1]。
  - 8月20日：健軍駐屯地託麻原分屯地が開設[1]。西部方面航空隊が小月駐屯地から移駐。
- 1959年（昭和34年）
  - 2月20日：第303保安中隊が新編。
  - 8月13日：第3教育団（別府駐屯地）が新編。
- 1960年（昭和35年）
  - 1月14日：方面管区制施行[1]。

  1. 西部方面総監部および同付中隊、西部方面会計隊、西部方面資料隊、西部方面音楽隊が改編。
  2. 西部方面調査隊、西部方面通信隊が新編。第102方面通信大隊を廃止。
  3. 西部方面警務隊が長官直轄となる。
  4. 九州地区補給処を隷下に編合。

- 1961年（昭和36年）8月17日：第5施設団が小郡駐屯地に新編。
- 1962年（昭和37年）
  - 1月18日：部隊改編。

  1. 警備区のうち山口県を中部方面隊に移管[3]。
  2. 総監部付中隊を総監部付隊に改編。
  3. 西部方面航空隊を改編。

  - 8月15日：師団制への改編により、第4管区隊は第4師団に、第8混成団は第8師団にそれぞれ称号変更、改編。
- 1964年（昭和39年）3月24日：西部方面武器隊が目達原駐屯地に新編。
- 1968年（昭和43年）3月1日：西部方面通信隊が西部方面通信群に称号変更。
- 1971年（昭和46年）
  - 3月25日：第3高射特科群が飯塚駐屯地に新編。
  - 4月20日：託麻原分屯地が廃止、高遊原分屯地の開設により、西部方面航空隊が高遊原分屯地に移駐。
- 1972年（昭和47年）
  - 3月1日：臨時第1混成群が北熊本駐屯地に新編。
  - 5月15日：沖縄返還に伴い、警備区に沖縄県が追加[4]され、臨時那覇施設管理隊が新編。
  - 10月11日：那覇駐屯地が開庁。
- 1973年（昭和48年）
  - 2月23日：東部方面隊隷下の第6高射特科群（朝霞駐屯地）が西部方面隊直轄として編合。
  - 3月25日：第6高射特科群が沖縄駐屯地に移駐完了。
  - 3月27日：臨時第1混成団準備本部が新編。
  - 8月1日：第2高射団本部および本部付隊が新編。第3高射特科群が同団隷下に編入。
  - 10月16日：第1混成団本部および本部付隊が新編。第6高射特科群が同団隷下に編入。
- 1976年（昭和51年）
  - 3月25日：西部方面輸送隊が目達原駐屯地に新編。
  - 8月20日：第2高射団が第2高射特科団に称号変更。
- 1977年（昭和52年）4月28日：第3特科群が湯布院駐屯地へ移駐。
- 1978年（昭和53年）1月30日：方面総監部の組織改編。西部方面資料隊を廃止。
- 1981年（昭和56年）3月25日：第8師団改編（甲師団化）。
- 1998年（平成10年）3月26日：九州地区補給処が九州補給処に称号変更。第5地対艦ミサイル連隊（健軍駐屯地）が新編。
- 2002年（平成14年）3月27日：西部方面普通科連隊が相浦駐屯地に新編。
- 2003年（平成15年）3月27日：部隊改編。

1. 西部方面後方支援隊および西部方面衛生隊が新編。
2. 西部方面武器隊および西部方面調査隊が廃止。
3. 第3特科群と第5地対艦ミサイル連隊を統合し、西部方面特科隊が湯布院駐屯地に新編。

- 2004年（平成16年）3月27日：西部方面指揮所訓練支援隊が健軍駐屯地に新編。
- 2005年（平成17年）3月28日：西部方面情報処理隊および西部方面通信情報隊が新編。
- 2008年（平成20年）
  - 3月24日：城野分屯地が廃止。
  - 3月26日：第303保安中隊を西部方面警務隊隷下に編成替えし、第303保安警務中隊に改編。
- 2010年（平成22年）3月26日：部隊の新・改編。

1. 第1混成団（那覇駐屯地）を第15旅団に改編。
2. 西部方面情報処理隊と西部方面通信情報隊を統合し、西部方面情報隊に改編。

- 2013年（平成25年）3月26日：部隊改編。

1. 第3教育団および第19普通科連隊を統合し、西部方面混成団が新編。
2. 第4師団は3個普通科連隊基幹に改編。第4師団の第4対舟艇対戦車隊（玖珠駐屯地）が西部方面対舟艇対戦車隊に改編。

- 2015年（平成27年）3月26日：西部方面対舟艇対戦車隊の隷属先を第4師団から第8師団に編成替え。
- 2016年（平成28年）
  - 3月28日：与那国駐屯地が開庁[5]。
  - 4月16日～5月9日：平成28年熊本地震の発生を受け、西部方面総監（小川清史陸将）を長とする災統合任務部隊（JTF-鎮西）を編成[6]。
- 2017年（平成29年）3月27日：水陸機動準備隊および水陸機動教育隊が相浦駐屯地に新編。
- 2018年（平成30年）3月27日：水陸機動団が新編。第8師団の機動師団化に伴う大規模な部隊改編。

1. 西部方面普通科連隊および水陸機動準備隊が廃止され、水陸機動団が相浦駐屯地に新編。水陸機動教育隊を水陸機動団隷下に編成替え。
2. 第4師団隷下の第4戦車大隊および第8師団隷下の第8戦車大隊を廃止・統合し、西部方面戦車隊（玖珠、平素第4師団隷属）として新編[7]。
3. 第8師団・第15旅団の即応予備自衛官訓練および第24普通科連隊を西部方面混成団に移管。西部方面混成団は相浦駐屯地から久留米駐屯地へ移駐。
4. 第8師団隷下の第8特科連隊が廃止され、西部方面特科連隊（平素第8師団隷属）が北熊本駐屯地に新編。
5. 第101弾薬大隊が大分駐屯地に新編。西部方面後方支援隊に隷属。

- 2019年（平成31年）3月26日：第4師団の地域配備師団化に伴う部隊改編および駐屯地開庁[8]。

1. 第4師団隷下の第4特科連隊を廃止し、西部方面特科連隊第2大隊（玖珠駐屯地）、第4大隊（久留米駐屯地）として隷下に新編[9]。
2. 西部方面特科連隊を第8師団隷下から西部方面特科隊隷下に編成替え[9]。
3. 西部方面戦車隊を2個戦車中隊基幹に縮小改編[10]。第4師団隷下から方面隊直轄部隊に編成替え[10]。
4. 西部方面通信群を西部方面システム通信群に改編。
5. 第301システム防護隊が健軍駐屯地に新編[8]。西部方面システム通信群に隷属。
6. 第103弾薬大隊および第105補給大隊が目達原駐屯地に新編[8]。西部方面後方支援隊に隷属。
7. 相浦駐屯地に隷属する「崎辺分屯地」を海上自衛隊佐世保基地崎辺地区に開設[11]。
8. 奄美大島および宮古島に2個駐屯地・1個分屯地を開庁。警備隊新編のほか、本土部隊の一部が移駐[12][13]。
9. 総監部防衛部にシステム通信課が設置[14]。

- 2021年（令和03年）3月18日：
  1. 西部方面システム通信群隷下の第301システム防護隊がシステム通信団に新編されたサイバー防護隊隷下に編成替え。
  2. 第301電子戦中隊が健軍駐屯地に新編。西部方面システム通信群に隷属。
- 2022年（令和04年）3月17日：部隊新・改編等。

1. 別府病院廃止に伴い、南別府駐屯地が閉庁。
2. 那覇病院が航空自衛隊から移管され、南那覇駐屯地が開庁[15]。
3. 第102高射特科隊が竹松駐屯地に新編。第2高射特科団に隷属。
4. 西部方面戦車隊が平素第8師団隷属。
5. 西部方面システム通信群隷下の第301電子戦中隊を陸上総隊直轄部隊として新編された電子作戦隊隷下に編成替え。

- 2023年（令和05年）3月16日：部隊新編等。

1. 石垣駐屯地が開庁[16]。
2. 宮古島・奄美・与那国・石垣の各駐屯地業務隊が新編[17]。

- 2024年（令和06年）3月21日：部隊改編等。

1. 西部方面特科隊を第2特科団に改編。
2. 第2特科団隷下に第7地対艦ミサイル連隊を勝連分屯地に新編。

- 2025年（令和07年）
  - 3月24日：第2特科団隷下に第8地対艦ミサイル連隊を湯布院駐屯地に新編。
  - 7月9日：佐賀駐屯地が開庁。佐賀駐屯地業務隊が新編。
  - 年度末：九州補給処を補給統制本部から改組した補給本部（仮称）隷下に編合（予定）。

## 編成
- 西部方面総監部
- 西部方面総監部付隊「西方-付」

- 第4師団（3個普通科連隊基幹）
  - 第16普通科連隊
  - 第40普通科連隊
  - 第41普通科連隊
- 第8師団（1個即応機動連隊・2個普通科連隊基幹）
  - 第12普通科連隊
  - 第42即応機動連隊
  - 第43普通科連隊
- 第15旅団（1個普通科連隊基幹）
  - 第51普通科連隊

- 第2特科団
  - 西部方面特科連隊
  - 第5地対艦ミサイル連隊
  - 第7地対艦ミサイル連隊
  - 第8地対艦ミサイル連隊
- 第2高射特科団
  - 第3高射特科群
  - 第7高射特科群
  - 第102高射特科隊
- 第5施設団
  - 第2施設群
  - 第9施設群
- 西部方面混成団
  - 第19普通科連隊
  - 第24普通科連隊
  - 第5陸曹教育隊
- 西部方面戦車隊（平時第8師団隷属）
- 西部方面対舟艇対戦車隊（平時第8師団隷属）
- 西部方面航空隊

- 西部方面システム通信群
- 西部方面後方支援隊
- 西部方面会計隊
- 西部方面衛生隊
- 西部方面指揮所訓練支援隊
- 西部方面音楽隊
- 西部方面情報隊
- 陸上自衛隊九州補給処

## 方面総監部
西部方面総監部は、熊本県熊本市東区の健軍駐屯地にある。

## 主要幹部
| 官職名                   | 階級    | 氏名       | 補職発令日     | 前職                                                          |
| ------------------------ | ------- | ---------- | -------------- | ------------------------------------------------------------- |
| 西部方面総監             | 陸将    | 鳥海誠司   | 2025年08月01日 | 第1師団長                                                     |
| 幕僚長 兼 健軍駐屯地司令 | 陸将補  | 佐野浩司   | 2025年03月24日 | 陸上自衛隊教育訓練研究本部 訓練評価部長                       |
| 幕僚副長                 | 陸将補  | 根本勉     | 2024年08月02日 | 統合幕僚監部運用部運用第2課長                                 |
| 幕僚副長                 | 陸将補  | 吉川德等   | 2025年03月24日 | 陸上自衛隊幹部候補生学校長 兼 前川原駐屯地司令                |
| 参事官                   | 事務官  | 奥村晃司   | 0000年00月00日 |                                                               |
| 総務部長                 | 1等陸佐 | 佐藤和之   | 2023年12月22日 | 自衛隊札幌地方協力本部長                                      |
| 人事部長                 | 1等陸佐 | 北大蔵     | 2023年12月22日 | 陸上幕僚監部防衛部防衛課防衛調整官                            |
| 情報部長                 | 1等陸佐 | 溝田繁久   | 2024年08月01日 | 北部方面情報隊長                                              |
| 防衛部長                 | 1等陸佐 | 山﨑潤     | 2025年03月03日 | 陸上幕僚監部防衛部防衛課勤務                                  |
| 装備部長                 | 1等陸佐 | 髙𣘺憲司   | 2025年03月24日 | 陸上自衛隊北海道補給処副処長                                  |
| 医務官                   | 1等陸佐 | 末永浩一   | 2025年08月01日 | 陸上幕僚監部衛生部医務・保健班長 兼 自衛隊中央病院第1内科勤務 |
| 監察官                   | 1等陸佐 | 小田島邦弘 | 2024年08月01日 | 富士教導団副団長                                              |
| 法務官                   | 1等陸佐 | 工藤健太郎 | 2024年03月18日 | 統合幕僚監部首席法務官付 法務班長                             |

### 歴代主要幹部
| 代 | 氏名       | 在職期間                        | 出身校・期                     | 前職                                        | 後職                                |
| -- | ---------- | ------------------------------- | ------------------------------ | ------------------------------------------- | ----------------------------------- |
| 01 | 松谷誠     | 1955年12月01日 - 1957年08月01日 | 陸士35期・ 陸大43期            | 第4管区総監 →1955年11月16日 第4管区総監部付 | 北部方面総監                        |
| 02 | 池野清躬   | 1957年08月02日 - 1959年07月31日 | 東京帝国大学 昭和5年卒         | 第2管区総監                                 | 中部方面隊準備本部長                |
| 03 | 辻村義知   | 1959年08月01日 - 1960年07月31日 | 東京帝国大学 昭和7年卒         | 第4管区総監                                 | 陸上幕僚監部付 →1960年12月31日 退職 |
| 04 | 吉橋戒三   | 1960年08月01日 - 1962年07月31日 | 陸士39期・ 陸大50期            | 第5管区総監                                 | 陸上自衛隊幹部学校長                |
| 05 | 和田盛哉   | 1962年08月01日 - 1965年03月15日 | 陸士41期・ 陸大50期            | 第2師団長                                   | 陸上幕僚監部付 →1965年7月1日 退職   |
| 06 | 關口八太郎 | 1965年03月16日 - 1968年06月30日 | 東北帝国大学 昭和10年卒        | 第6師団長                                   | 退職                                |
| 07 | 荒武太刀夫 | 1968年07月01日 - 1970年03月15日 | 東京帝国大学 昭和10年卒        | 第8師団長                                   | 退職                                |
| 08 | 上妻正康   | 1970年03月16日 - 1972年03月15日 | 陸士47期・ 陸大55期            | 第2師団長                                   | 退職                                |
| 09 | 堀江正夫   | 1972年03月16日 - 1973年03月15日 | 陸士50期・ 陸大57期            | 陸上幕僚副長                                | 退職                                |
| 10 | 中島直臣   | 1973年03月16日 - 1974年06月30日 | 陸士50期・ 陸大58期            | 第1師団長                                   | 退職                                |
| 11 | 近藤清     | 1974年07月01日 - 1976年03月15日 | 陸士52期                       | 第1師団長                                   | 退職                                |
| 12 | 塚本勝一   | 1976年03月16日 - 1978年03月15日 | 陸士54期・ 陸大60期            | 陸上幕僚副長                                | 退職                                |
| 13 | 加藤誠一   | 1978年03月16日 - 1980年03月16日 | 陸士56期                       | 防衛大学校幹事                              | 退職                                |
| 14 | 河津幸三郎 | 1980年03月17日 - 1982年03月16日 | 陸航士58期                     | 陸上自衛隊富士学校長 兼 富士駐とん地司令    | 退職                                |
| 15 | 村松榮一   | 1982年03月16日 - 1983年06月30日 | 陸士59期                       | 陸上幕僚副長                                | 退職                                |
| 16 | 齊藤信夫   | 1983年07月01日 - 1985年03月15日 | 陸航士60期                     | 第7師団長                                   | 退職                                |
| 17 | 新井道彦   | 1985年03月16日 - 1986年03月16日 | 仙幼47期・ 東北大学 昭和27年卒 | 第7師団長                                   | 退職                                |
| 18 | 水澤博     | 1986年03月17日 - 1987年03月15日 | 長岡工専 昭和25年卒            | 防衛大学校幹事                              | 退職                                |
| 19 | 荒木雄二   | 1987年03月16日 - 1989年06月29日 | 九州大学 昭和30年卒            | 第5師団長                                   | 退職                                |
| 20 | 久我幹生   | 1989年06月30日 - 1991年03月15日 | 防大1期                        | 第5師団長                                   | 退職                                |
| 21 | 重松惠三   | 1991年03月16日 - 1992年06月15日 | 防大3期                        | 防衛大学校幹事                              | 東部方面総監                        |
| 22 | 横地貞     | 1992年06月16日 - 1994年03月22日 | 防大4期                        | 第9師団長                                   | 退職                                |
| 23 | 新井均     | 1994年03月23日 - 1995年06月29日 | 防大5期                        | 陸上自衛隊富士学校長 兼 富士駐屯地司令      | 退職                                |
| 24 | 田村鞆利   | 1995年06月30日 - 1997年06月30日 | 防大7期                        | 防衛大学校幹事                              | 退職                                |
| 25 | 樋山周造   | 1997年07月01日 - 1998年06月30日 | 防大8期                        | 防衛大学校幹事                              | 退職                                |
| 26 | 天野良晴   | 1998年07月01日 - 2000年04月28日 | 防大10期                       | 陸上幕僚副長                                | 辞職 ※                              |
| 27 | 作道光夫   | 2000年04月28日 - 2002年03月21日 | 防大11期                       | 防衛大学校幹事                              | 退職                                |
| 28 | 松川正昭   | 2002年03月22日 - 2003年06月30日 | 防大13期                       | 統合幕僚会議事務局長                        | 退職                                |
| 29 | 森勉       | 2003年07月01日 - 2004年08月29日 | 防大14期                       | 陸上幕僚副長                                | 陸上幕僚長                          |
| 30 | 林直人     | 2004年08月30日 - 2007年03月27日 | 防大15期                       | 陸上幕僚副長                                | 退職                                |
| 31 | 輪倉昇     | 2007年03月28日 - 2008年07月31日 | 防大17期                       | 陸上自衛隊補給統制本部長 兼 十条駐屯地司令  | 退職                                |
| 32 | 用田和仁   | 2008年08月01日 - 2010年03月28日 | 防大19期                       | 第7師団長                                   | 退職                                |
| 33 | 木崎俊造   | 2010年03月29日 - 2011年08月04日 | 防大20期                       | 第8師団長                                   | 退職                                |
| 34 | 宮下寿広   | 2011年08月05日 - 2013年08月21日 | 防大22期                       | 防衛大学校幹事                              | 退職                                |
| 35 | 番匠幸一郎 | 2013年08月22日 - 2015年08月03日 | 防大24期                       | 陸上幕僚副長                                | 退職                                |
| 36 | 小川清史   | 2015年08月04日 - 2017年08月07日 | 防大26期                       | 陸上自衛隊幹部学校長 兼 目黒駐屯地司令      | 退職                                |
| 37 | 湯浅悟郎   | 2017年08月08日 - 2019年03月31日 | 防大28期                       | 陸上幕僚副長                                | 陸上幕僚長                          |
| 38 | 本松敬史   | 2019年04月01日 - 2020年08月24日 | 防大29期                       | 統合幕僚副長                                | 退職                                |
| 39 | 竹本竜司   | 2020年08月25日 - 2023年03月29日 | 生徒26期・ 防大31期            | 陸上幕僚副長                                | 陸上総隊司令官                      |
| 40 | 山根寿一   | 2023年03月30日 - 2024年03月27日 | 防大33期                       | 陸上幕僚副長                                | 陸上総隊司令官                      |
| 41 | 荒井正芳   | 2024年03月28日 - 2025年07月31日 | 防大34期                       | 防衛大学校副校長                            | 陸上幕僚長                          |
| 42 | 鳥海誠司   | 2025年08月01日 -                | 防大34期                       | 第1師団長                                   |                                     |

※：東富士演習場違法射撃事件の項を参照
| 代 | 氏名                 | 在職期間                        | 出身校・期                     | 前職                                                               | 後職                                                                     |
| -- | -------------------- | ------------------------------- | ------------------------------ | ------------------------------------------------------------------ | ------------------------------------------------------------------------ |
| 01 | 加藤昌平 （1等陸佐） | 1955年12月01日 - 1956年08月15日 | 陸士41期・ 陸大50期            | 第4管区総監部付                                                    | 陸上自衛隊九州地区補給処長                                               |
| 02 | 佐野常光             | 1956年08月16日 - 1961年07月16日 | 陸士42期・ 陸大54期            | 陸上幕僚監部輸送課長 →1958年8月1日 陸将補昇任                      | 東部方面総監部付 →1961年8月17日 自衛隊体育学校長                         |
| 03 | 熊谷卓次             | 1961年08月01日 - 1964年07月15日 | 東京帝国大学 昭和8年卒         | 第10混成団長                                                       | 陸上幕僚監部付 →1964年12月1日 退職（陸将昇任）                           |
| 04 | 上妻正康             | 1964年07月16日 - 1967年03月15日 | 陸士47期・ 陸大55期            | 自衛隊東京地方連絡部長                                             | 陸上自衛隊幹部候補生学校付 →1967年3月20日 同学校長 兼 前川原駐とん地司令 |
| 05 | 古川義道             | 1967年03月16日 - 1968年03月15日 | 陸士48期・ 陸大56期            | 陸上幕僚監部第1部長                                                | 第13師団長                                                               |
| 06 | 竹内實孝             | 1968年03月16日 - 1969年03月16日 | 陸士49期・ 陸大56期            | 西部方面総監部幕僚副長                                             | 富士教導団長                                                             |
| 07 | 山田積昭             | 1969年03月17日 - 1971年03月15日 | 陸士51期・ 陸大59期            | 陸上自衛隊幹部学校教育部長                                         | 第12師団長                                                               |
| 08 | 植松貞義             | 1971年03月16日 - 1972年03月15日 | 陸士53期                       | 陸上幕僚監部監察官                                                 | 自衛隊東京地方連絡部長                                                   |
| 09 | 緒方二郎             | 1972年03月16日 - 1974年06月30日 | 陸士54期                       | 陸上幕僚監部総務課長                                               | 第13師団長                                                               |
| 10 | 藤原幸三郎           | 1974年07月01日 - 1976年03月15日 | 陸航士56期                     | 統合幕僚会議事務局第5幕僚室長 →1975年7月1日 陸将昇任               | 第12師団長                                                               |
| 11 | 山之内種章           | 1976年03月16日 - 1977年06月30日 | 陸士57期                       | 陸上自衛隊幹部学校教育部長 →1977年5月1日 陸将昇任                  | 陸上自衛隊九州地区補給処長 兼 目達原駐とん地司令                         |
| 12 | 梅野文則             | 1977年07月01日 - 1978年06月30日 | 陸士58期                       | 統合幕僚会議事務局第2幕僚室長                                      | 陸上自衛隊北海道地区補給処長 兼 島松駐とん地司令                         |
| 13 | 林陽一               | 1978年07月01日 - 1980年03月16日 | 陸航士59期                     | 自衛隊福岡地方連絡部長 →1979年7月1日 陸将昇任                      | 第12師団長                                                               |
| 14 | 森山尚男 （陸将）    | 1980年03月17日 - 1986年06月30日 | 海兵74期                       | 陸上自衛隊需品補給処長 兼 松戸駐とん地司令                         | 技術研究本部技術開発官 （陸上担当）                                      |
| 15 | 六反園敏男 （陸将）  | 1981年07月01日 - 1982年06月30日 | 海兵75期・ 中央大学 昭和24年卒 | 陸上自衛隊需品補給処長 兼 松戸駐とん地司令                         | 陸上自衛隊東北地区補給処長                                               |
| 16 | 土谷一郎             | 1982年07月01日 - 1983年06月30日 | 京都大学 昭和28年卒            | 陸上自衛隊富士学校特科部長 →1983年3月16日 陸将昇任                 | 第13師団長                                                               |
| 17 | 阿達憲 （陸将）      | 1983年07月01日 - 1984年06月30日 | 横浜工専 昭和24年卒            | 自衛隊大阪地方連絡部長                                             | 陸上自衛隊九州地区補給処長 兼 目達原駐屯地司令                           |
| 18 | 宮嵜文男             | 1984年07月01日 - 1986年03月16日 | 東京経済大学 昭和30年卒        | 陸上自衛隊幹部学校副校長 兼 企画室長                               | 第13師団長                                                               |
| 19 | 水野智之             | 1986年03月17日 - 1987年07月06日 | 防大1期                        | 陸上自衛隊富士学校普通科部長                                       | 第1師団長                                                                |
| 20 | 柚木文夫             | 1987年07月07日 - 1988年07月06日 | 防大2期                        | 陸上自衛隊富士学校機甲科部長                                       | 陸上自衛隊関西地区補給処長 兼 宇治駐屯地司令                             |
| 21 | 岩田貞幸             | 1988年07月07日 - 1990年07月08日 | 防大4期                        | 陸上幕僚監部監察官                                                 | 防衛研究所副所長                                                         |
| 22 | 藤原博               | 1990年07月09日 - 1992年06月15日 | 防大6期                        | 東部方面総監部幕僚副長                                             | 第9師団長                                                                |
| 23 | 佐々木英嗣           | 1992年06月16日 - 1994年03月22日 | 防大7期                        | 第1高射特科団長                                                    | 第10師団長                                                               |
| 24 | 千田稔               | 1994年03月23日 - 1995年06月29日 | 防大8期                        | 自衛隊大阪地方連絡部長                                             | 防衛研究所副所長                                                         |
| 25 | 備後嘉雄             | 1995年06月30日 - 1997年03月25日 | 防大10期                       | 第2高射特科団長 兼 飯塚駐屯地司令                                  | 第8師団長                                                                |
| 26 | 佐山詔介             | 1997年03月26日 - 1999年03月28日 | 防大11期                       | 自衛隊東京地方連絡部長                                             | 陸上自衛隊富士学校副校長                                                 |
| 27 | 藤田昭治             | 1999年03月29日 - 2000年06月29日 | 防大12期                       | 陸上幕僚監部監理部長                                               | 第5師団長                                                                |
| 28 | 奈良暁               | 2000年06月30日 - 2002年12月01日 | 防大14期                       | 陸上幕僚監部調査部長                                               | 第13旅団長                                                               |
| 29 | 泉一成               | 2002年12月02日 - 2003年06月30日 | 防大18期                       | 東北方面総監部幕僚副長                                             | 統合幕僚会議事務局第3幕僚室長                                            |
| 30 | 福山隆               | 2003年07月01日 - 2005年03月27日 | 防大14期                       | 陸上自衛隊九州補給処長 兼 目達原駐屯地司令 →2004年3月29日 陸将昇任 | 退職                                                                     |
| 31 | 亀田津治男 （陸将）  | 2005年03月28日 - 2006年03月26日 | 防大15期                       | 陸上自衛隊東北補給処長                                             | 退職                                                                     |
| 32 | 山口淨秀 （陸将）    | 2006年03月27日 - 2007年03月27日 | 防大17期                       | 第12旅団長                                                         | 中央即応集団司令官                                                       |
| 33 | 安部隆志             | 2007年03月28日 - 2009年03月23日 | 防大21期                       | 第1特科団長 兼 北千歳駐屯地司令                                    | 第6師団長                                                                |
| 34 | 久納雄二             | 2009年03月24日 - 2010年07月25日 | 防大22期                       | 陸上幕僚監部監理部長                                               | 第6師団長                                                                |
| 35 | 松尾幸弘             | 2010年07月26日 - 2012年03月29日 | 防大24期                       | 陸上幕僚監部監理部長                                               | 第8師団長                                                                |
| 36 | 保松秀次郎           | 2012年03月30日 - 2013年08月21日 | 防大24期                       | 陸上自衛隊高射学校長 兼 下志津駐屯地司令                           | 第10師団長                                                               |
| 37 | 永井昌弘             | 2013年08月22日 - 2014年03月27日 | 防大25期                       | 第14旅団長                                                         | 第1師団長                                                                |
| 38 | 金丸章彦             | 2014年03月28日 - 2015年12月17日 | 防大27期                       | 第3師団副師団長 兼 千僧駐屯地司令                                  | 陸上自衛隊関東補給処長 兼 霞ヶ浦駐屯地司令                               |
| 39 | 田中重伸             | 2015年12月18日 - 2017年12月19日 | 防大30期                       | 東北方面総監部幕僚副長                                             | 第3師団長                                                                |
| 40 | 小瀬幹雄             | 2017年12月20日 - 2019年08月22日 | 東京大学 昭和61年卒            | 陸上自衛隊九州補給処長 兼 目達原駐屯地司令                         | 第5旅団長                                                                |
| 41 | 橋爪良友             | 2019年08月23日 - 2021年12月21日 | 防大34期                       | 陸上総隊司令部運用部長                                             | 陸上自衛隊教育訓練研究本部 副本部長 兼 総合企画部長                      |
| 42 | 楠見晋一             | 2021年12月22日 - 2023年03月29日 | 防大33期                       | 陸上自衛隊情報学校長                                               | 第6師団長                                                                |
| 43 | 武田敏裕             | 2023年03月30日 - 2025年03月23日 | 防大35期                       | 第7師団副師団長 兼 東千歳駐屯地司令                                | 第7師団長                                                                |
| 44 | 佐野浩司             | 2025年03月24日 -                | 防大37期                       | 陸上自衛隊教育訓練研究本部 訓練評価部長                            |                                                                          |